# Coussac-Bonneval
Pour les articles homonymes, voir Coussac et Bonneval.
Coussac-Bonneval (Coçac en occitan) est une commune française située dans le département de la Haute-Vienne en région Nouvelle-Aquitaine.
Ses habitants sont appelés les Coussacois.

## Géographie

### Localisation

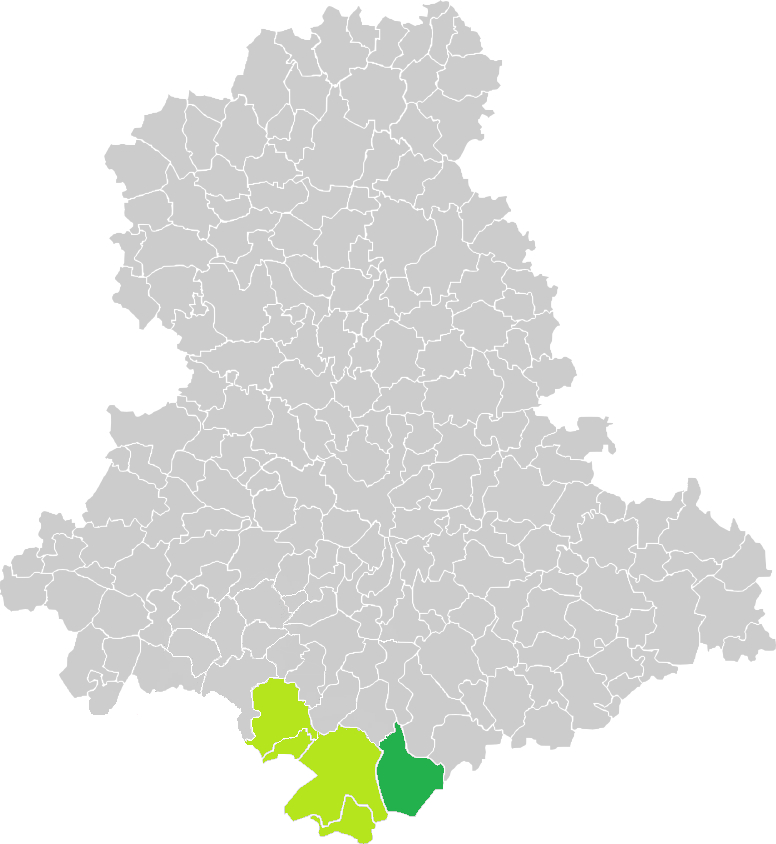
Situation de la commune de Coussac-Bonneval en Haute-Vienne.

Les communes limitrophes sont  Château-Chervix, La Roche-l'Abeille, Lubersac, Meuzac, Montgibaud, Saint-Julien-le-Vendômois, Saint-Priest-Ligoure et Saint-Yrieix-la-Perche.
| La Roche-l'Abeille     | Saint-Priest-Ligoure                | Château-Chervix, Meuzac |
| Saint-Yrieix-la-Perche | Coussac-Bonneval                    | Montgibaud (Corrèze)    |
|                        | Saint-Julien-le-Vendômois (Corrèze) | Lubersac (Corrèze)      |

### Climat
Pour des articles plus généraux, voir Climat de la Nouvelle-Aquitaine et Climat de la Haute-Vienne.
Historiquement, la commune est dans une zone de transition entre les climats océaniques aquitain et limousin.  
En 2020, Météo-France publie une typologie des climats de la France métropolitaine dans laquelle la commune est exposée à un climat océanique altéré et est dans la région climatique  Ouest et nord-ouest du Massif Central, caractérisée par une pluviométrie annuelle de 900 à 1 500 mm, maximale en automne et en hiver.
Pour la période 1971-2000, la température annuelle moyenne est de 11,4 °C, avec une amplitude thermique annuelle de 14,9 °C. Le cumul annuel moyen de précipitations est de 1 137 mm, avec 12,8 jours de précipitations en janvier et 7,8 jours en juillet. Pour la période 1991-2020, la température moyenne annuelle observée sur la station météorologique la plus proche, située sur la commune de Saint-Yrieix-la-Perche à 9,44 km à vol d'oiseau, est de 11,7 °C et le cumul annuel moyen de précipitations est de 1 130,3 mm,. Pour l'avenir, les paramètres climatiques de la commune estimés pour 2050 selon différents scénarios d’émission de gaz à effet de serre sont consultables sur un site dédié publié par Météo-France en novembre 2022.

## Urbanisme

### Typologie
Au 1er janvier 2024, Coussac-Bonneval est catégorisée commune rurale à habitat très dispersé, selon la nouvelle grille communale de densité à sept niveaux définie par l'Insee en 2022.
Elle est située hors unité urbaine. Par ailleurs la commune fait partie de l'aire d'attraction de Saint-Yrieix-la-Perche, dont elle est une commune de la couronne,. Cette aire, qui regroupe 11 communes, est catégorisée dans les aires de moins de 50 000 habitants,.

### Occupation des sols
L'occupation des sols de la commune, telle qu'elle ressort de la base de données européenne d’occupation biophysique des sols Corine Land Cover (CLC), est marquée par l'importance des territoires agricoles (70,6 % en 2018), en diminution par rapport à 1990 (72,3 %). La répartition détaillée en 2018 est la suivante :
zones agricoles hétérogènes (53,2 %), forêts (26,6 %), prairies (14,9 %), terres arables (2 %), zones urbanisées (1,4 %), milieux à végétation arbustive et/ou herbacée (0,9 %), cultures permanentes (0,5 %), eaux continentales (0,5 %). L'évolution de l’occupation des sols de la commune et de ses infrastructures peut être observée sur les différentes représentations cartographiques du territoire : la carte de Cassini (XVIIIe siècle), la carte d'état-major (1820-1866) et les cartes ou photos aériennes de l'IGN pour la période actuelle (1950 à aujourd'hui).

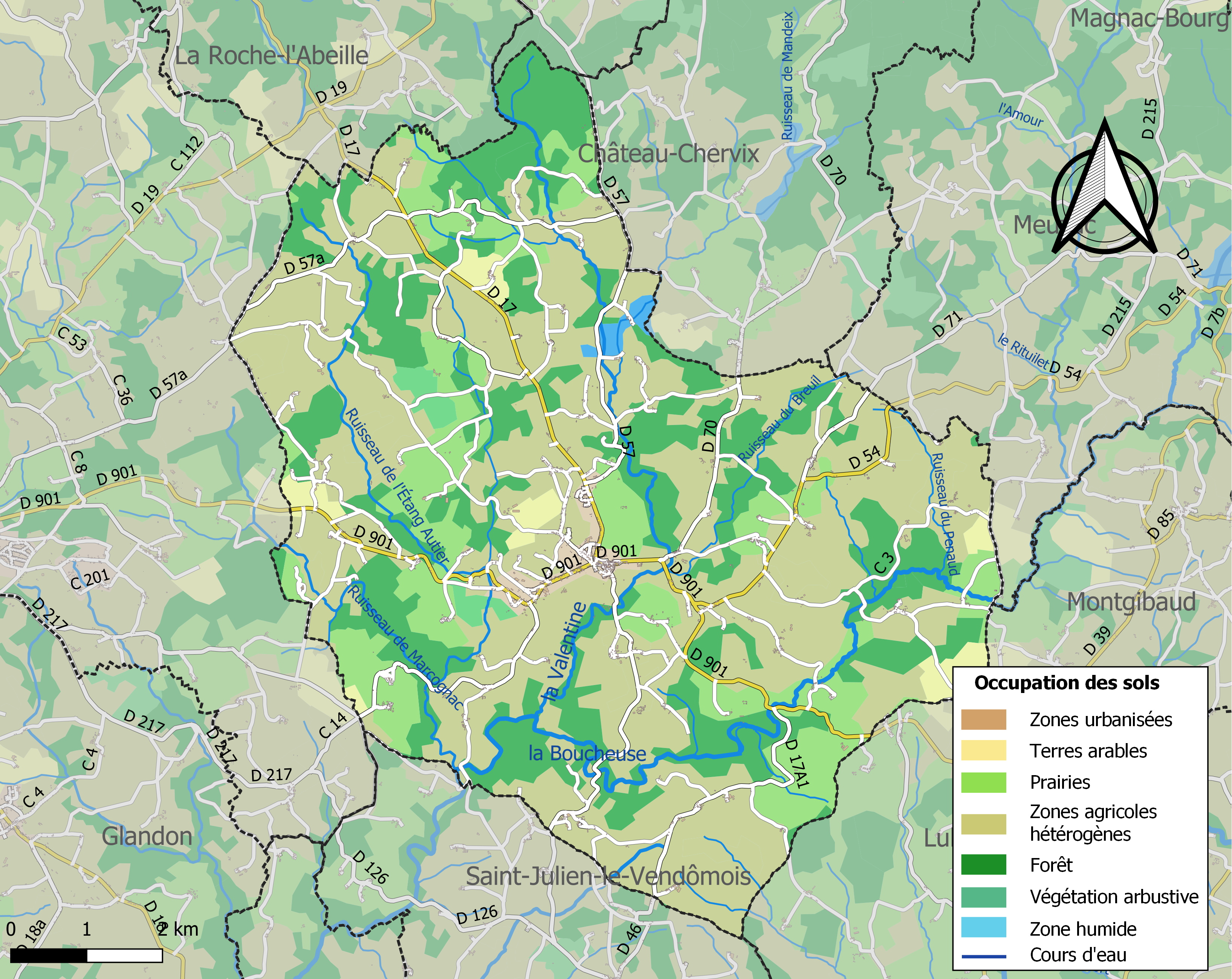
Carte des infrastructures et de l'occupation des sols de la commune en 2018 (CLC).

### Risques majeurs
Le territoire de la commune de Coussac-Bonneval est vulnérable à différents aléas naturels : météorologiques (tempête, orage, neige, grand froid, canicule ou sécheresse) et séisme (sismicité très faible). Il est également exposé à un risque particulier : le risque de radon. Un site publié par le BRGM permet d'évaluer simplement et rapidement les risques d'un bien localisé soit par son adresse soit par le numéro de sa parcelle.

#### Risques naturels

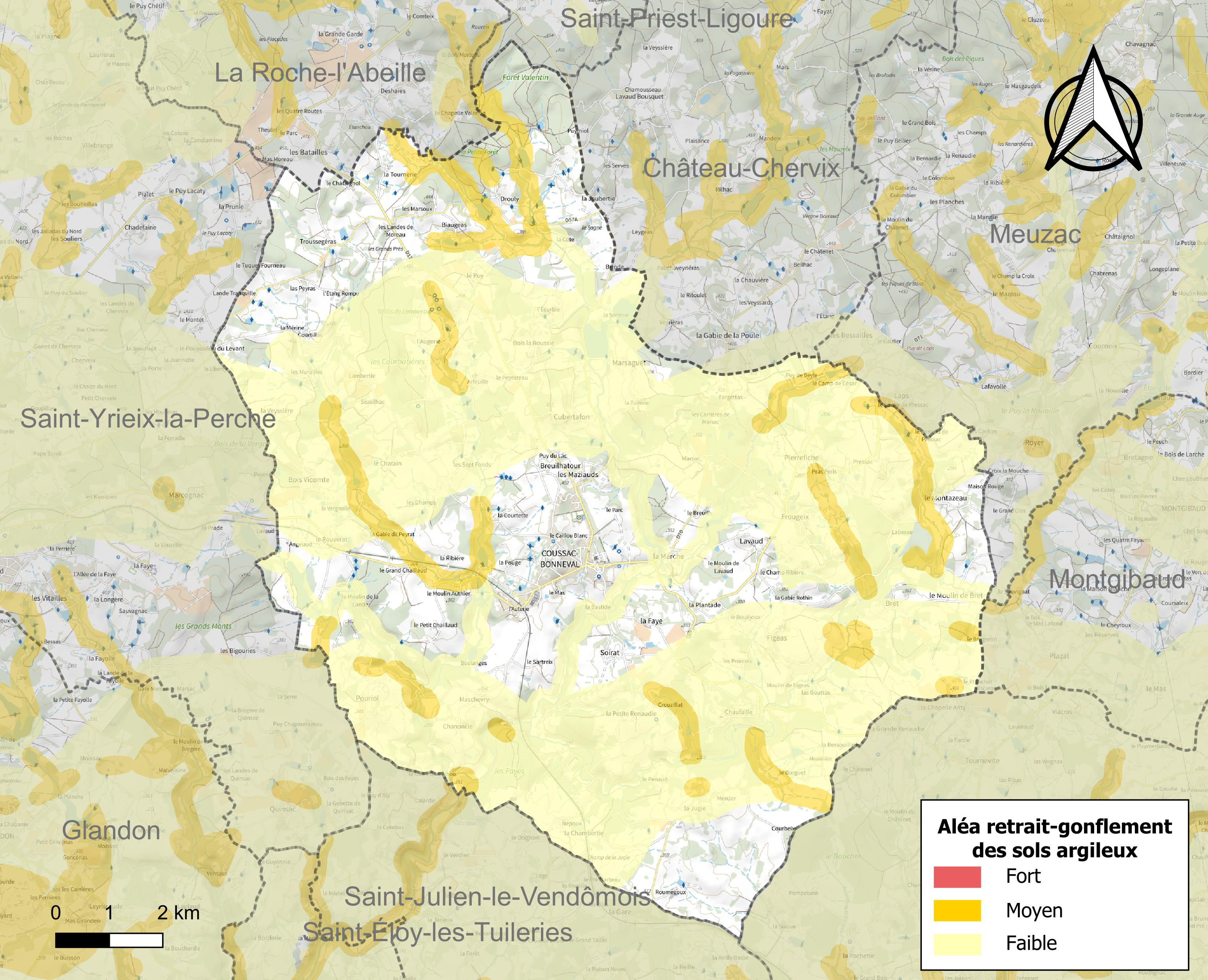
Carte des zones d'aléa retrait-gonflement des sols argileux de Coussac-Bonneval.

Le retrait-gonflement des sols argileux est susceptible d'engendrer des dommages importants aux bâtiments en cas d’alternance de périodes de sécheresse et de pluie. 10,7 % de la superficie communale est en aléa moyen ou fort (27 % au niveau départemental et 48,5 % au niveau national métropolitain). Depuis le 1er octobre 2020, en application de la loi ÉLAN, différentes contraintes s'imposent aux vendeurs, maîtres d'ouvrages ou constructeurs de biens situés dans une zone classée en aléa moyen ou fort,.
La commune a été reconnue en état de catastrophe naturelle au titre des dommages causés par les inondations et coulées de boue survenues en 1982, 1993, 1997 et 1999 et par des mouvements de terrain en 1999.

#### Risque particulier
Dans plusieurs parties du territoire national, le radon, accumulé dans certains logements ou autres locaux, peut constituer une source significative d’exposition de la population aux rayonnements ionisants. Selon la classification de 2018, la commune de Coussac-Bonneval est classée en zone 3, à savoir zone à potentiel radon significatif.

## Toponymie
Durant la Révolution, la commune porte le nom de Coussac-sans-Culottes.

## Histoire
À partir du Ve siècle av. J.-C., les Gaulois Lémovices exploitèrent près d'une vingtaine de mines d'or dans le nord de la commune actuelle, mines qui se situaient au sein du district minier de Saint-Yrieix-la-Perche. L’exploitation de ces mines a été arrêtée après la conquête romaine.

## Blasonnement
| Blason de Coussac-Bonneval | Blason  | D'azur au lion d'or armé et lampassé de gueules.                                 |
| Blason de Coussac-Bonneval | Détails | Armes du chevalier de Bonneval. Le statut officiel du blason reste à déterminer. |

## Politique et administration

### Liste des maires
| Période                                  | Période  | Identité                                  | Étiquette | Qualité                                                          |
| ---------------------------------------- | -------- | ----------------------------------------- | --------- | ---------------------------------------------------------------- |
| Les données manquantes sont à compléter. |          |                                           |           |                                                                  |
| 1792                                     | 1795     | Jean Laporte                              |           |                                                                  |
| 1795                                     | 1796     | Jean Paignon                              |           |                                                                  |
| 1796                                     | 1797     | Jean Laporte                              |           |                                                                  |
| 1797                                     | 1799     | Louis Lapeyroux                           |           |                                                                  |
| 1799                                     | 1816     | Pierre Guilhaumaud                        |           |                                                                  |
| 1816                                     | 1830     | Bernard-Auguste du Burguet de Chauffaille |           | dit Auguste Chaufaille                                           |
| 1830                                     | 1831     | Izaac Maleyx                              |           | Notaire                                                          |
| 1831                                     | 1844     | Jean-Baptiste Maleyx                      |           |                                                                  |
| 1844                                     | 1869     | Jacques Bugeaud de Labastide              |           |                                                                  |
| 1869                                     | 1870     | Pierre Lucien Bordas                      |           |                                                                  |
| 1870                                     | 1874     | Antoine Arsène Dunoyer                    |           |                                                                  |
| 1874                                     | 1876     | Almer Guilhaumaud d'Arfeuille             |           |                                                                  |
| 1876                                     | 1877     | Antoine Arsène Dunoyer                    |           |                                                                  |
| 1877                                     | 1888     | Pierre Roux                               |           |                                                                  |
| 1888                                     | 1903     | Jean Freysselinard                        |           |                                                                  |
| 1903                                     | 1904     | Jean Bayle                                |           |                                                                  |
| 1904                                     | 1914     | Joseph Féral                              |           |                                                                  |
| 1914                                     | 1918     | Charles Pestre                            |           |                                                                  |
| 1918                                     | 1919     | Yrieix Plantadis                          |           |                                                                  |
| 1919                                     | 1941     | Henri Plantadis                           |           |                                                                  |
| 1941                                     | 1944     | René Vaugelade                            |           |                                                                  |
| 1944                                     | 1945     | Claude Febre                              |           |                                                                  |
| 1945                                     | 1953     | Maurice Audrerie                          |           | Ancien résistant                                                 |
| 1953                                     | 1959     | Léonard Maytraud                          |           | Agriculteur                                                      |
| 1959                                     | 1965     | Roger Lacotte                             |           |                                                                  |
| 1965                                     | 1971     | Maurice Thomas                            |           | Professeur puis directeur au collège de Saint-Germain-les-Belles |
| 1971                                     | 1987     | Marcel Thoumieux                          |           | Directeur des écoles de Coussac                                  |
| 1987                                     | 2014     | Guy Furelaud                              |           | Entreprise plomberie/chauffage                                   |
| 2014                                     | En cours | Philippe Sudrat                           |           | Boulanger retraité                                               |

## Démographie
L'évolution du nombre d'habitants est connue à travers les recensements de la population effectués dans la commune depuis 1793. Pour les communes de moins de 10 000 habitants, une enquête de recensement portant sur toute la population est réalisée tous les cinq ans, les populations de référence des années intermédiaires étant quant à elles estimées par interpolation ou extrapolation. Pour la commune, le premier recensement exhaustif entrant dans le cadre du nouveau dispositif a été réalisé en 2006.

En 2022, la commune comptait 1 272 habitants, en évolution de −3,2 % par rapport à 2016 (Haute-Vienne : −0,68 %, France hors Mayotte : +2,11 %).
| 1793  | 1800  | 1806  | 1821  | 1831  | 1836  | 1841  | 1846  | 1851  |
| ----- | ----- | ----- | ----- | ----- | ----- | ----- | ----- | ----- |
| 2 363 | 2 224 | 2 342 | 2 711 | 2 936 | 3 013 | 2 803 | 3 152 | 3 007 |

| 1856  | 1861  | 1866  | 1872  | 1876  | 1881  | 1886  | 1891  | 1896  |
| ----- | ----- | ----- | ----- | ----- | ----- | ----- | ----- | ----- |
| 3 145 | 3 070 | 3 273 | 3 246 | 3 412 | 3 508 | 3 597 | 3 483 | 3 672 |

| 1901  | 1906  | 1911  | 1921  | 1926  | 1931  | 1936  | 1946  | 1954  |
| ----- | ----- | ----- | ----- | ----- | ----- | ----- | ----- | ----- |
| 3 672 | 3 581 | 3 505 | 3 154 | 3 080 | 3 010 | 2 804 | 2 635 | 2 331 |

| 1962  | 1968  | 1975  | 1982  | 1990  | 1999  | 2006  | 2011  | 2016  |
| ----- | ----- | ----- | ----- | ----- | ----- | ----- | ----- | ----- |
| 2 155 | 2 008 | 1 723 | 1 605 | 1 447 | 1 379 | 1 350 | 1 330 | 1 314 |

| 2021  | 2022  | - | - | - | - | - | - | - |
| ----- | ----- | - | - | - | - | - | - | - |
| 1 287 | 1 272 | - | - | - | - | - | - | - |

## Culture locale et patrimoine

### Lieux et monuments
- Le château de Bonneval[27] qui rassemble les architectures médiévale, Renaissance et classique.
- L'église Saint-Saturnin. L'édifice a été inscrit au titre des monuments historiques en 1978[28].
- La lanterne des morts[29].
- La motte castrale du château de Bré, au hameau de Bret[30]. La seigneurie de Bré existait sans doute depuis le XIVe siècle, elle est encore citée dans des actes officiels à la veille de la Révolution. Bré est dite enclave de Montgibeau en 1785. Elle change plusieurs fois de seigneurs : Les vicomtes de Limoges en font don aux Maulmont dont les héritiers l'échangent vers 1307 avec le roi Philippe V contre la seigneurie de Tonnay-Boutonne. Philippe V en fit don à son bouteiller Henry de Sully en 1317. Acquise par la famille Aubert qui la conservera 130 ans, la seigneurie est vendue par la veuve de Jacques Aubert, Catherine de Chaseron à Geoffroy Hélie de Pompadour en 1490. La baronnie de Bret restera dans la famille de Pompadour jusqu'à la mort (1726) de Marie-Françoise de Pompadour, épouse du marquis François-Marie de Hautefort. À la mort de Françoise-Augustine de Choiseul, filleule et héritière des biens de Marie-Françoise de Pompadour, son héritier le comte d'Alais hérite des seigneuries de Pompadour et de Bret. À la mort de celui-ci, son héritier le prince de Conti, vend Pompadour et Bret à Jeanne Poisson, maîtresse du roi Louis XV, dite Madame de Pompadour, qui les revend en 1760 au sieur Laborde. Le 26 juillet 1761, le duc de Choiseul, parent d'Augustine-Françoise de Choiseul échange les seigneuries de Pompadour et de Bret avec le roi Louis XV. Sur le plan napoléonien, des parcelles no 349, 355, 394 portent le nom de Haras Royal. Le haras de Pompadour existait dès le XVIIe siècle fondé par François-Marie de Hautefort, époux de Marie-Françoise de Pompadour.

### Personnalités liées à la commune
- Claude-Alexandre de Bonneval (1675-1747) y naquit. Après avoir servi Louis XIV et l'empereur d'Autriche, il se convertit à l'Islam et réorganisa l'armée du sultan qui lui conféra le titre de pacha. Il mourut à Constantinople en 1747.
- Jean-Louis Paguenaud, pseudonyme de Jean-Philippe Paguenaud (1876-1952), est un peintre français.

### Jumelage
- Pappenheim (Allemagne).

## Pour approfondir